# Comarostaphylis polifolia
Comarostaphylis polifolia är en ljungväxtart. Comarostaphylis polifolia ingår i släktet Comarostaphylis, och familjen ljungväxter.

## Underarter
Arten delas in i följande underarter:
- C. p. coahuilensis
- C. p. minor
- C. p. polifolia